# فروزنده ودیعتی
فروزنده ودیعتی دیپلمات و سفیر پیشین جمهوری اسلامی ایران در فنلاند بوده‌است. او پیش‌تر سفیر ایران در لاهه (سال ۱۳۷۴)،
مديركل حقوق بشر و زنان وزارت امور خارجه و رايزن دوم ايران در سازمان ملل (۱۳۹۳-۱۳۹۷) و رئیس ادارۀ بین‌الملل امور زنان وزارت امور خارجه (سال ۱۳۹۵)
 بود. ودیعتی همزمان با مسئولیت سفارت در ایران در فنلاند، سفیر آکردیته ایران در کشور استونی و نماینده ایران در شورای حقوق بشر سازمان ملل متحد بود.
ودیعتی مدرک کارشناسی ارشد علوم سیاسی دارد و به عنوان دیپلمات ارشد در نمایندگی‌های دائمی جمهوری اسلامی ایران در سازمان ملل متحد در ژنو و نیویورک نیز خدمت کرده است.

## مسئولیت‌های اجرایی
- سفیر ایران در فنلاند و آکردیته در استونی (۱۳۹۸- ۱۴۰۲)

برای سفارت ایران در فنلاند در ۲۶ بهمن ۱۳۹۷ پروین فرشچی معرفی شد اما فرشچی به علت مشکلات خانوادگی انصراف داد و ودیعتی برای سفارت انتخاب شد.
ودیعتی ۲۳ بهمن ۱۳۹۸ استوارنامه‌ی خود را تقدیم سائولی نینیسته رئیس‌جمهور وقت فنلاند کرد. او سومین سفیر زن در حکومت جمهوری اسلامی ایران (بعد از مرضیه افخم سفیر ایران در مالزی و حمیرا ریگی سفیر ایران در برونئی) بود.
او پس از پایان ماموریت سفارت در فنلاند، همچنان در وزارت امور خارجه فعالیت می‌کند. برای مثال در مهر ۱۴۰۲ همراه با حسین امیرعبداللهیان وزیر امور خارجۀ وقت برای دیدار با فیصل مقداد به سوریه رفت.
- سفیر ایران در لاهه (سال ۱۳۷۴)
- مديركل حقوق بشر و زنان وزارت امور خارجه (۱۳۹۳-۱۴۰۳)[۱۲][۱۳][۱۴][۱۵]
- رايزن دوم ايران در سازمان ملل (۱۳۹۳-۱۳۹۷)
- رئیس ادارۀ بین‌الملل امور زنان وزارت امور خارجه (سال ۱۳۹۵)
- نماینده ایران در شورای حقوق بشر سازمان ملل متحد

## موضع‌ها
او در زمانی که رایزن دوم ایران در سازمان ملل بود دو سخنرانی انجام داد. در یکی به استفاده از عنوان «خلیج عربی» اعتراض کرد و در دیگری در واکنش به بنیامین نتانیاهو از برجام دفاع کرد.
در همین زمان در پاسخ به احمد شهید (گزارشگر ویژه سازمان ملل در حقوق بشر ایران) بررسی وضعیت حقوق بشر ایران در سازمان ملل را یک برنامۀ بیهودۀ سالانه نامید و گفت:
«شخصا هیچ یک از محدودیت‌ها علیه زنان را که آقای شهید از آنها سخن می‌گوید تجربه نکرده‌ام.»
ودیعتی در زمانی که نمایندۀ ایران در شورای حقوق بشر سازمان ملل بود از عملکرد حکومت ایران در ماجرای مهسا امینی دفاع کرد و گفت:
«با وجود حجم خشونت ها و اغتشاشات، جمهوری اسلامی ایران سیاست عدم استفاده از نیروی کشنده را برای مقابله با شورش ها و تجمعات غیرقانونی برای حفاظت از جان شهروندان و جلوگیری از تلفات در پیش گرفته است.»
مجله آنلاین سوئومن اوتیست به نقل از آروین آدریان مدعی شده بود ودیعتی با امام جماعت مرکز رسالت، عباس بهمن پور، و پدرش مجید بهمن پور روابط نزدیکی دارند و از مرکز رسالت به عنوان لابی حکومت ایران استفاده می‌شود.
ودیعتی ۳۰ اسفند ۱۴۰۳ پس از احضار سفیر آلمان و کاردار بریتانیا پس از قطعنامه‌ای در شورای حقوق بشر سازمان ملل متحد برای تمدید ماموریت یک هیئت حقیقت‌یاب در مورد سابقه حقوق بشر ایران، این اقدام را تحریک‌آمیز و غیرمسئولانه توصیف کرد و در دیدار با سفیر آلمان، «استفاده ابزاری از شورای حقوق بشر و سوءاستفاده از حقوق بشر» برای فشار بر ایران را محکوم کرد و به سابقه آلمان در ارائه سلاح‌های شیمیایی به دولت صدام حسین در طول جنگ ایران و عراق اشاره کرد. او در دیدار با کاردار بریتانیا، همزمان با سالگرد ملی شدن صنعت نفت ایران، از سابقه طولانی «سیاست‌های مداخله‌جویانه بریتانیا در امور داخلی ایران» انتقاد کرد و آلمان و بریتانیا را به همسویی با تحریم‌های ایالات متحده آمریکا علیه ایران متهم کرد.

## آثار
- ودیعتی، فروزنده (۱۳۷۹). «روند پیشرفت زنان در افریقا ، پنج سال بعد از کنفرانس پکن». مطالعات آفریقا (۱). دریافت‌شده در ۲۵ اوت ۲۰۲۴.
- ودیعتی، فروزنده (۱۳۷۴). «کتابخانه عمومی هلند». تحقیقات اطلاع رسانی و کتابخانه های عمومی (پیام کتابخانه سابق) (۱۶ و ۱۷). دریافت‌شده در ۲۵ اوت ۲۰۲۴.